# Imad Najah
Pour les articles homonymes, voir Najah.
Imad Najah, né le 19 février 1991 à Utrecht (Pays-Bas), est un footballeur marocain au poste de milieu défensif.

## Biographie

### En club
Najah commence sa carrière footballistique avec le club amateur du HMS, qui a vite été transféré par-après au Elinkwijk. Après une demi-année, il est transféré en 2001 au PSV Eindhoven, club dans lequel il évolue pendant douze ans dans le centre de formation. Malgré sa participation aux entraînement de l'équipe A du PSV sous Fred Rutten puis sous Phillip Cocu, il ne parvient pas à faire ses débuts professionnels à Eindhoven.
Lors du mercato estival de 2012, il signe un contrat de deux ans au RKC Waalwijk en Eredivisie. Imad Najah avait également l'opportunité d'un prêt au FC Eindhoven mais préférait disputer l'Eredivisie. Avec le RKC, il participe à la relégation en D2 néerlandaise le 18 mai 2014 à la suite d'une défaite contre l'Excelsior Rotterdam dans les play-offs.

## Palmarès
Maroc olympique
- Championnat d'Afrique des nations des moins de 23 ans
  - Finaliste en 2011